# Фронт-Роял (Вірджинія)
Фронт-Роял (англ. Front Royal) — місто (англ. town) в США, в окрузі Воррен штату Вірджинія. Населення — 15 011 особа (2020).

## Географія
Фронт-Роял розташований за координатами 38°55′29″ пн. ш. 78°11′8″ зх. д. / 38.92472° пн. ш. 78.18556° зх. д. (38.924848, -78.185648).  За даними Бюро перепису населення США в 2010 році місто мало площу 24,57 км², з яких 23,94 км² — суходіл та 0,63 км² — водойми. В 2017 році площа становила 27,24 км², з яких 26,61 км² — суходіл та 0,63 км² — водойми.

## Демографія
Згідно з переписом 2010 року, у місті мешкало 14 440 осіб у 5561 домогосподарстві у складі 3647 родин. Густота населення становила 588 осіб/км².  Було 6184 помешкання (252/км²).
Расовий склад населення:
| - 85,1 % — білих - 8,9 % — чорних або афроамериканців - 1,4 % — азіатів - 0,2 % — корінних американців - 1,5 % — осіб інших рас |

До двох чи більше рас належало 2,7 %. Частка іспаномовних становила 4,6 % від усіх жителів.
За віковим діапазоном населення розподілялося таким чином: 25,0 % — особи молодші 18 років, 59,9 % — особи у віці 18—64 років, 15,1 % — особи у віці 65 років та старші. Медіана віку мешканця становила 38,2 року. На 100 осіб жіночої статі у місті припадало 92,8 чоловіків;  на 100 жінок у віці від 18 років та старших — 89,2 чоловіків також старших 18 років.
Середній дохід на одне домашнє господарство  становив 61 071 долар США (медіана — 47 981), а середній дохід на одну сім'ю — 70 131 долар (медіана — 57 450). Медіана доходів становила 43 924 долари для чоловіків та 31 982 долари для жінок. За межею бідності перебувало 13,9 % осіб, у тому числі 19,4 % дітей у віці до 18 років та 4,7 % осіб у віці 65 років та старших.
Цивільне працевлаштоване населення становило 6827 осіб. Основні галузі зайнятості: освіта, охорона здоров'я та соціальна допомога — 23,6 %, будівництво — 14,1 %, науковці, спеціалісти, менеджери — 11,5 %, роздрібна торгівля — 10,8 %.